# Клембівка (станція)
Клембівка — проміжна залізнична станція п'ятого класу Козятинської дирекції Південно-західної залізниці, розташована поблизу села Клубівка Хмельницької області, Україна.
Знаходиться між станціями Ізяслав (відстань 9 км) та Білгородка (відстань 11 км).
Залізничну станцію було відкрито 1915 року при будівництві залізниці з Шепетівки у бік Ланівців.
На станції зупиняються приміські поїзди.